# Кубок Інтертото 1997
Кубок Інтертото УЄФА 1997 (англ. 1997 UEFA Intertoto Cup) — 37-ий розіграш Кубка Інтертото і третій під егідою УЄФА, в якому розігрувались місця до Кубка УЄФА 1997/98. Формат змагання було збережено: 12 переможців груп виходили до півфіналу і три переможці фіналів отримали путівку до Кубка УЄФА. Ними стали  французькі клуби «Ліон», «Бастія» та «Осер».

## Груповий етап
У турнірі взяли участь 60 клубів, що були поділені на 12 груп по п'ять клубів у кожній і грали в одне коло — по дві гри вдома і в гостях. До плей-оф виходили переможці своїх груп.

### Група 1
| Поз | Команда            | І | В | Н | П | ГЗ | ГП | РГ | О  | Кваліфікація       |
| --- | ------------------ | - | - | - | - | -- | -- | -- | -- | ------------------ |
| 1   | Дуйсбург           | 4 | 3 | 1 | 0 | 5  | 0  | +5 | 10 | Вихід до півфіналу |
| 2   | Динамо-93 (Мінськ) | 4 | 2 | 0 | 2 | 6  | 4  | +2 | 6  |                    |
| 3   | Ольборг            | 4 | 2 | 0 | 2 | 6  | 11 | −5 | 6  |                    |
| 4   | Геренвен           | 4 | 1 | 1 | 2 | 8  | 5  | +3 | 4  |                    |
| 5   | Полонія (Варшава)  | 4 | 0 | 2 | 2 | 1  | 6  | −5 | 2  |                    |

| 21 червня 1997 |

| Динамо-93 (Мінськ) | 1–0      | Геренвен |
| ------------------ | -------- | -------- |
| Дмитро Акуліч 52'  | Протокол |          |

| «Динамо», Мінськ Глядачів: 1 255 Арбітр: Туре Голлунг (Норвегія) |

| 22 червня 1997 |

| Ольборг                           | 2–0      | Полонія (Варшава) |
| --------------------------------- | -------- | ----------------- |
| Стеффен Геєр 70' Ярі Педерсен 84' | Протокол |                   |

| «Енерджі Норд Арена», Ольборг Арбітр: Пер-Олоф Столь (Швеція) |

| 28 червня 1997 |

| Дуйсбург                                | 2–0      | Ольборг |
| --------------------------------------- | -------- | ------- |
| Маркус Остгофф 18' Карстен Вольтерс 83' | Протокол |         |

| «Ведауштадіон», Дуйсбург Глядачів: 9 663 Арбітр: Романс Лаюкс (Латвія) |

| 29 червня 1997 |

| Полонія (Варшава)        | 1–4      | Динамо-93 (Мінськ)                                           |
| ------------------------ | -------- | ------------------------------------------------------------ |
| Гжегож Вендзиньський 38' | Протокол | Андрій Турчинович 50', 82' Дмитро Акуліч 53' Олег Авгуль 68' |

| Стадіон ОСІР, Замостя Глядачів: 413 Арбітр: Сашо Лазаревський (Македонія) |

| 5 липня 1997 |

| Динамо-93 (Мінськ) | 0–1      | Дуйсбург         |
| ------------------ | -------- | ---------------- |
|                    | Протокол | Міхаель Цеєр 22' |

| «Динамо», Мінськ Глядачів: 3 000 Арбітр: Хагані Маммадов (Азербайджан) |

| 6 липня 1997 |

| Геренвен | 0–0      | Полонія (Варшава) |
| -------- | -------- | ----------------- |
|          | Протокол |                   |

| «Абе Ленстра», Геренвен Глядачів: 6,200 Арбітр: Славік Казарян (Вірменія) |

| 12 липня 1997 |

| Дуйсбург                           | 2–0      | Геренвен |
| ---------------------------------- | -------- | -------- |
| Маркус Остгофф 48' Дітмар Гірш 64' | Протокол |          |

| «Ведауштадіон», Дуйсбург Глядачів: 8 160 Арбітр: Віктор Ескінас Торрес (Іспанія) |

| 13 липня 1997 |

| Ольборг                                | 2–1      | Динамо-93 (Мінськ)    |
| -------------------------------------- | -------- | --------------------- |
| Серен Фредеріксен 31' Стеффен Геєр 82' | Протокол | Андрій Турчинович 71' |

| «Енерджі Норд Арена», Ольборг Арбітр: Крістінн Якобссон (Ісландія) |

| 19 липня 1997 |

| Полонія (Варшава) | 0–0      | Дуйсбург |
| ----------------- | -------- | -------- |
|                   | Протокол |          |

| «Гурник», Ленчна Глядачів: 400 Арбітр: Свен К'єллброт (Норвегія) |

| 20 липня 1997 |

| Геренвен | 8–2      | Ольборг               |
| --- | -------- | --------------------- |
| Радослав Самарджич 22', 35' Раду Гусату 32', 51' Джеффрі Талан 40', 43' Ян де Віссер 45' (пен.) Алі Ель-Хаттабі 84' | Протокол | Стеффен Геєр 61', 67' |

| Абе Ленстра, Геренвен Арбітр: Альфред Мікаллеф (Мальта) |

### Група 2
| Поз | Команда             | І | В | Н | П | ГЗ | ГП | РГ  | О | Кваліфікація       |
| --- | ------------------- | - | - | - | - | -- | -- | --- | - | ------------------ |
| 1   | Бастія              | 4 | 3 | 0 | 1 | 5  | 3  | +2  | 9 | Вихід до півфіналу |
| 2   | Грацер              | 4 | 2 | 1 | 1 | 5  | 4  | +1  | 7 |                    |
| 3   | Сількеборг          | 4 | 2 | 0 | 2 | 11 | 4  | +7  | 6 |                    |
| 4   | Хрватскі Драговоляц | 4 | 2 | 0 | 2 | 7  | 7  | 0   | 6 |                    |
| 5   | Еббу Вейл           | 4 | 0 | 1 | 3 | 2  | 12 | −10 | 1 |                    |

| 21 червня 1997 |

| Грацер                                | 2–0      | Сількеборг |
| ------------------------------------- | -------- | ---------- |
| Міхаель Аничич 39' Желько Вукович 73' | Протокол |            |

| ГАК-Плац, Грац Глядачів: 800 Арбітр: Мікко Вуорела (Фінляндія) |

| 22 червня 1997 |

| Хрватскі Драговоляц | 0–1      | Бастія          |
| ------------------- | -------- | --------------- |
|                     | Протокол | Ермин Шиляк 45' |

| «Станко», Славонський Брод Глядачів: 3 000 Арбітр: Карло Бертоліні (Швейцарія) |

| 28 червня 1997 |

| Сількеборг                                                                     | 5–0      | Хрватскі Драговоляц |
| ------------------------------------------------------------------------------ | -------- | ------------------- |
| Бора Живкович 14' Ноцко Йокович 25' Арюнас Шуйка 30', 50' Келд Бордінггорд 71' | Протокол |                     |

| «Маскот Парк», Сількеборг Глядачів: 741 Арбітр: Валентин Іванов (Росія) |

| 29 червня 1997 |

| Еббу Вейл | 0–0      | Грацер |
| --------- | -------- | ------ |
|           | Протокол |        |

| «Юджин Кросс Парк», Еббу-Вейл Глядачів: 774 Арбітр: Гербі Барр (Північна Ірландія) |

| 5 липня 1997 |

| Хрватскі Драговоляц                                     | 4–0      | Еббу Вейл |
| ------------------------------------------------------- | -------- | --------- |
| Ігор Муса 14' Влатко Джолонга 24' Нено Катулич 67', 90' | Протокол |           |

| «Радник», Велика Гориця Глядачів: 420 Арбітр: Роланд Бек (Ліхтенштейн) |

| 5 липня 1997 |

| Бастія          | 1–0      | Сількеборг |
| --------------- | -------- | ---------- |
| Ермин Шиляк 24' | Протокол |            |

| «Арман-Сезарі», Бастія Глядачів: 3 000 Арбітр: Йозеф Крула (Чехія) |

| 12 липня 1997 |

| Грацер               | 1–3      | Хрватскі Драговоляц                                |
| -------------------- | -------- | -------------------------------------------------- |
| Герфрід Забітцер 73' | Протокол | Ігор Муса 7' Желько Шкоплянац 16' Драган Вукоя 40' |

| «Меркур Арена», Грац Глядачів: 1 200 Арбітр: Мераб Малагурадзе (Грузія) |

| 13 липня 1997 |

| Еббу Вейл         | 1–2      | Бастія               |
| ----------------- | -------- | -------------------- |
| Саймон Тайлер 54' | Протокол | Ермин Шиляк 12', 31' |

| «Юджин Кросс Парк», Еббу-Вейл Глядачів: 950 Арбітр: Майк Маккаррі (Шотландія) |

| 19 липня 1997 |

| Сількеборг                                                                   | 6–1      | Еббу Вейл      |
| ---------------------------------------------------------------------------- | -------- | -------------- |
| Гейне Фернандес 5' Ноцко Йокович 30', 73' Єспер Тюгесен 69', 71' (пен.), 90' | Протокол | Дейв Веблі 70' |

| «Маскот Парк», Сількеборг Арбітр: Стефан Орманджиєв (Болгарія) |

| 19 липня 1997 |

| Бастія             | 1–2      | Грацер                              |
| ------------------ | -------- | ----------------------------------- |
| Фредерік Менді 45' | Протокол | Енріко Куловітс 25' Дітер Рамуш 52' |

| «Арман-Сезарі», Бастія Глядачів: 2,500 Арбітр: Зигмунт Зьобер (Польща) |

### Група 3
| Поз | Команда                | І | В | Н | П | ГЗ | ГП | РГ  | О  | Кваліфікація       |
| --- | ---------------------- | - | - | - | - | -- | -- | --- | -- | ------------------ |
| 1   | Осер                   | 4 | 3 | 1 | 0 | 19 | 2  | +17 | 10 | Вихід до півфіналу |
| 2   | Лозанна                | 4 | 2 | 2 | 0 | 13 | 4  | +9  | 8  |                    |
| 3   | Антверпен              | 4 | 2 | 1 | 1 | 7  | 7  | 0   | 7  |                    |
| 4   | Неа Саламіна Фамагуста | 4 | 1 | 0 | 3 | 6  | 19 | −13 | 3  |                    |
| 5   | Ардс                   | 4 | 0 | 0 | 4 | 1  | 14 | −13 | 0  |                    |

| 21 червня 1997 |

| Ардс | 0–1      | Антверпен             |
| ---- | -------- | --------------------- |
|      | Протокол | Вім Кікенс 16' (пен.) |

| «Каслрей Парк», Ньютаунардс Глядачів: 1 000 Арбітр: Рожер Філіппі (Люксембург) |

| 22 червня 1997 |

| Лозанна                                                 | 4–1      | Неа Саламіна Фамагуста |
| ------------------------------------------------------- | -------- | ---------------------- |
| Рікардо Іглесіас 20' Еріх Генці 56' Блез Нкуфо 59', 81' | Протокол | Мирко Михич 90'        |

| «Стад Олімпік де ла Понтез», Лозанна Глядачів: 800 Арбітр: Груїца Томич (Хорватія) |

| 28 червня 1997 |

| Осер              | 1–1      | Лозанна                  |
| ----------------- | -------- | ------------------------ |
| Стефан Гіварш 38' | Протокол | Крістоф Орель 45' (пен.) |

| «Аббе-Дешам», Осер Глядачів: 3 917 Арбітр: Еммануель Замміт (Мальта) |

| 29 червня 1997 |

| Неа Саламіна Фамагуста                                                  | 4–1      | Ардс                    |
| ----------------------------------------------------------------------- | -------- | ----------------------- |
| Коко Іліас 53', 80' Миленко Ковачевич 59' (пен.) Мірко Михич 78' (пен.) | Протокол | Барні Боуерс 84' (пен.) |

| «Аммохостос», Ларнака Глядачів: 840 Арбітр: Андрій Бутенко (Росія) |

| 5 липня 1997 |

| Ардс | 0–3      | Осер                                                     |
| ---- | -------- | -------------------------------------------------------- |
|      | Протокол | Ліліан Компан 65' Антуан Сіб'єрскі 79' Стефан Гіварш 89' |

| «Каслрей Парк», Ньютаунардс Арбітр: Зоран Арсич (ФР Югославія) |

| 6 липня 1997 |

| Антверпен                                                               | 4–0      | Неа Саламіна Фамагуста |
| ----------------------------------------------------------------------- | -------- | ---------------------- |
| Драган Глоговац 21' Дарко Пивальєвич 48', 60' Сандро Андре да Сілва 88' | Протокол |                        |

| «Босейлстадіон», Антверпен Арбітр: Еяль Зур (Ізраїль) |

| 12 липня 1997 |

| Осер                                                         | 5–0      | Антверпен |
| ------------------------------------------------------------ | -------- | --------- |
| Бернар Діомед 11', 30' Стів Марле 25' Стефан Гіварш 59', 72' | Протокол |           |

| «Аббе-Дешам», Осер Глядачів: 5 000 Арбітр: Аттіла Юхош (Угорщина) |

| 13 липня 1997 |

| Лозанна | 6–0      | Ардс |
| --- | -------- | ---- |
| Еріх Генці 28', 38' Рікардо Іглесіас 52' Едуардо Карраско 72' Фабіо Челестіні 76' (пен.) Філіпп Дуглас 79' (пен.) | Протокол |      |

| «Стад Олімпік де ла Понтез», Лозанна Глядачів: 1 070 Арбітр: Володимир Антонов (Молдова) |

| 19 липня 1997 |

| Неа Саламіна Фамагуста | 1–10     | Осер                                                                                            |
| ---------------------- | -------- | ----------------------------------------------------------------------------------------------- |
| Киріакос Деметріу 86'  | Протокол | Стефан Гіварш 13', 20', 24', 54', 84' Бернар Діомед 51', 81' Янн Ляшюер 66', 77' Стів Марле 70' |

| «Аммохостос», Ларнака Глядачів: 400 Арбітр: Джеррі Перрі (Ірландія) |

| 20 липня 1997 |

| Антверпен                                       | 2–2      | Лозанна                            |
| ----------------------------------------------- | -------- | ---------------------------------- |
| Сандро Андре да Сілва 58' Вім Кікенс 73' (пен.) | Протокол | Філіпп Дуглас 39' Леонар Турре 62' |

| «Босейлстадіон», Антверпен Глядачів: 2 000 Арбітр: Ігор Горожанкін (Україна) |

### Група 4
| Поз | Команда               | І | В | Н | П | ГЗ | ГП | РГ | О  | Кваліфікація       |
| --- | --------------------- | - | - | - | - | -- | -- | -- | -- | ------------------ |
| 1   | Кельн                 | 4 | 3 | 1 | 0 | 9  | 2  | +7 | 10 | Вихід до півфіналу |
| 2   | Маккабі (Петах-Тіква) | 4 | 1 | 2 | 1 | 2  | 3  | −1 | 5  |                    |
| 3   | Стандард (Льєж)       | 4 | 0 | 4 | 0 | 1  | 1  | 0  | 4  |                    |
| 4   | Корк Сіті             | 4 | 0 | 3 | 1 | 0  | 2  | −2 | 3  |                    |
| 5   | Аарау                 | 4 | 0 | 2 | 2 | 0  | 4  | −4 | 2  |                    |

| 21 червня 1997 |

| Маккабі (Петах-Тіква) | 1–3      | Кельн                                                    |
| --------------------- | -------- | -------------------------------------------------------- |
| Ідан Таль 53'         | Протокол | Дорінел Мунтяну 3' Гольгер Гайссмаєр 37' Рене Тречок 75' |

| «Рамат-Ган», Рамат-Ган Глядачів: 302 Арбітр: Філіпп Ледюк (Франція) |

| 22 червня 1997 |

| Стандард (Льєж) | 0–0      | Аарау |
| --------------- | -------- | ----- |
|                 | Протокол |       |

| «Моріс Дюфрасн», Льєж Глядачів: 2,412 Арбітр: Лівіо Баццолі (Італія) |

| 28 червня 1997 |

| Корк Сіті | 0–0      | Стандард (Льєж) |
| --------- | -------- | --------------- |
|           | Протокол |                 |

| «Тернерс Кросс», Корк Глядачів: 1 950 Арбітр: Костас Капітаніс (Кіпр) |

| 29 червня 1997 |

| Аарау | 0–1      | Маккабі (Петах-Тіква) |
| ----- | -------- | --------------------- |
|       | Протокол | Ерез Біала 74'        |

| «Брюггліфельд», Аарау Глядачів: 1 400 Арбітр: Марцел Ліце (Румунія) |

| 5 липня 1997 |

| Маккабі (Петах-Тіква) | 0–0      | Корк Сіті |
| --------------------- | -------- | --------- |
|                       | Протокол |           |

| «Кір'ят-Еліезер», Хайфа Арбітр: Мустафа Чулджу (Туреччина) |

| 6 липня 1997 |

| Кельн                    | 3–0      | Аарау |
| ------------------------ | -------- | ----- |
| Йон Владою 22', 29', 84' | Протокол |       |

| «Зюдштадіон», Кельн Глядачів: 11 000 Арбітр: Милан Митрович (Словенія) |

| 12 липня 1997 |

| Корк Сіті | 0–2      | Кельн                                 |
| --------- | -------- | ------------------------------------- |
|           | Протокол | Дорінел Мунтяну 31' Тоні Польстер 53' |

| «Тернерс Кросс», Корк Глядачів: 4 000 Арбітр: Роберт Седлачек (Австрія) |

| 13 липня 1997 |

| Стандард (Льєж) | 0–0      | Маккабі (Петах-Тіква) |
| --------------- | -------- | --------------------- |
|                 | Протокол |                       |

| «Моріс Дюфрасн», Льєж Глядачів: 4 000 Арбітр: Томаш Микульський (Польща) |

| 19 липня 1997 |

| Аарау | 0–0      | Корк Сіті |
| ----- | -------- | --------- |
|       | Протокол |           |

| «Брюггліфельд», Аарау Глядачів: 700 Арбітр: Желько Ширич (Хорватія) |

| 20 липня 1997 |

| Кельн                 | 1–1      | Стандард (Льєж)  |
| --------------------- | -------- | ---------------- |
| Гольгер Гайссмаєр 16' | Протокол | Еміль Мпенза 37' |

| «Зюдштадіон», Кельн Глядачів: 8 700 Арбітр: Ян Вегереф (Нідерланди) |

### Група 5
| Поз | Команда         | І | В | Н | П | ГЗ | ГП | РГ  | О  | Кваліфікація       |
| --- | --------------- | - | - | - | - | -- | -- | --- | -- | ------------------ |
| 1   | Динамо (Москва) | 4 | 3 | 1 | 0 | 7  | 4  | +3  | 10 | Вихід до півфіналу |
| 2   | Генк            | 4 | 3 | 0 | 1 | 15 | 8  | +7  | 9  |                    |
| 3   | Стабек          | 4 | 1 | 2 | 1 | 10 | 6  | +4  | 5  |                    |
| 4   | Панахаїкі       | 4 | 1 | 1 | 2 | 8  | 9  | −1  | 4  |                    |
| 5   | Б36 Торсгавн    | 4 | 0 | 0 | 4 | 2  | 15 | −13 | 0  |                    |

| 21 червня 1997 |

| Б36 Торсгавн | 0–5      | Генк                                                        |
| ------------ | -------- | ----------------------------------------------------------- |
|              | Протокол | Саліф Кейта 2', 6', 49' Сулейман Уларе 63' Ернест Конон 80' |

| «Свангаскар», Тофтір Глядачів: 553 Арбітр: Джон Макдермотт (Ірландія) |

| 22 червня 1997 |

| Панахаїкі     | 1–1 | Стабек           |
| ------------- | --- | ---------------- |
| Маріо Блок 7' |     | Андреас Маєр 58' |

| «Костас Давурліс», Патри Глядачів: 500 Арбітр: Конрад Плауц (Austria) |

| 28 червня 1997 |

| Динамо (Москва)                      | 2–1      | Панахаїкі      |
| ------------------------------------ | -------- | -------------- |
| Сергій Штанюк 8' Олексій Куценко 43' | Протокол | Ігор Клейх 12' |

| Динамо (стадіон, Москва), Москва Глядачів: 3 500 Арбітр: Кнуд Стадсгорд (Данія) |

| 29 червня 1997 |

| Стабек                                                                             | 5–0      | Б36 Торсгавн |
| ---------------------------------------------------------------------------------- | -------- | ------------ |
| Гельгі Сігурдссон 36', 72' Арільд Ставрум 66' Томмі Стенерсен 71' Аксель Колле 88' | Протокол |              |

| «Неддеруд», Беккестуа Глядачів: 313 Арбітр: Олег Тимофєєв (Естонія) |

| 5 липня 1997 |

| Б36 Торсгавн | 0–1      | Динамо (Москва)        |
| ------------ | -------- | ---------------------- |
|              | Протокол | Андрій Островський 78' |

| «Свангаскар», Тофтір Глядачів: 200 Арбітр: Реймонд Еллінгем (Уельс) |

| 6 липня 1997 |

| Генк                                                   | 4–3      | Стабек                                       |
| ------------------------------------------------------ | -------- | -------------------------------------------- |
| Саліф Кейта 1' Сулейман Уларе 2', 17' Нгой Н'Сумбу 29' | Протокол | Гельгі Сігурдссон 52', 64' Томас Фрігорд 86' |

| «Люмінус Арена», Генк Арбітр: Альгірдас Дубінскас (Литва) |

| 12 липня 1997 |

| Динамо (Москва)                                             | 3–2      | Генк                               |
| ----------------------------------------------------------- | -------- | ---------------------------------- |
| Олег Терьохін 22' Олександр Кульчий 37' Євген Корабльов 44' | Протокол | Сулейман Уларе 27' Саліф Кейта 48' |

| «Динамо», Москва Глядачів: 3 000 Арбітр: Антон Гецов (Болгарія) |

| 13 липня 1997 |

| Панахаїкі                                                     | 4–2      | Б36 Торсгавн          |
| ------------------------------------------------------------- | -------- | --------------------- |
| Костас Кацураніс 13' Валерій Карібов 18' Алтін Хаджі 71', 78' | Протокол | Йон Петерсен 56', 75' |

| «Костас Давурліс», Патри Арбітр: Марко Тура (Сан-Марино) |

| 19 липня 1997 |

| Стабек                | 1–1      | Динамо (Москва)      |
| --------------------- | -------- | -------------------- |
| Йон Арвід Скистад 75' | Протокол | Едуард Косолапов 46' |

| «Неддеруд», Беккестуа Глядачів: 315 Арбітр: Мирослав Мілевський (Польща) |

| 20 липня 1997 |

| Генк                                                                     | 4–2      | Панахаїкі                               |
| ------------------------------------------------------------------------ | -------- | --------------------------------------- |
| Сулейман Уларе 14' Марк Гендрікс 20' Саліф Кейта 51' Вілфрід Делбрук 57' | Протокол | Дімітріс Мейданіс 84' Йоргос Вайцис 88' |

| «Люмінус Арена», Генк Арбітр: Хаїм Ліпковіц (Ізраїль) |

### Група 6
| Поз | Команда    | І | В | Н | П | ГЗ | ГП | РГ | О  | Кваліфікація       |
| --- | ---------- | - | - | - | - | -- | -- | -- | -- | ------------------ |
| 1   | Гамбург    | 4 | 4 | 0 | 0 | 9  | 4  | +5 | 12 | Вихід до півфіналу |
| 2   | Самсунспор | 4 | 3 | 0 | 1 | 7  | 3  | +4 | 9  |                    |
| 3   | Каунас     | 4 | 1 | 1 | 2 | 6  | 7  | −1 | 4  |                    |
| 4   | Лейфтюр    | 4 | 1 | 0 | 3 | 7  | 11 | −4 | 3  |                    |
| 5   | Оденсе     | 4 | 0 | 1 | 3 | 6  | 10 | −4 | 1  |                    |

| 21 червня 1997 |

| Самсунспор                         | 2–0      | Оденсе |
| ---------------------------------- | -------- | ------ |
| Дженк Іслер 32' Ісмет Ташдемір 55' | Протокол |        |

| Стадіон 19 травня, Самсун Арбітр: Дітер Шох (Швейцарія) |

| 22 червня 1997 |

| Лейфтюр                  | 1–2      | Гамбург                            |
| ------------------------ | -------- | ---------------------------------- |
| Растислав Ян Лазорик 87' | Протокол | Маркус Шопп 14' Дірк Ветендорф 49' |

| «Олафсфйордарвеллюр», Олафсфйордур Глядачів: 1 488 Арбітр: Морган Норман (Швеція) |

| 28 червня 1997 |

| Каунас | 0–1      | Самсунспор      |
| ------ | -------- | --------------- |
|        | Протокол | Алі Акденіз 84' |

| Стадіон імені С. Дарюса та С. Ґіренаса, Каунас Глядачів: 2 500 Арбітр: Джон Феррі (Північна Ірландія) |

| 29 червня 1997 |

| Оденсе                                              | 3–4      | Лейфтюр                                                                                |
| --------------------------------------------------- | -------- | -------------------------------------------------------------------------------------- |
| Йон Гансен 8' Бу Генріксен 74' Вассім Ель-Банна 83' | Протокол | Растислав Ян Лазорик 34' Бальдур Брагасон 42' Рагнар Гісласон 76' Сіндри Б'ярнасон 78' |

| «Нерре Обю Ідретспарк», Нерре Обю Глядачів: 563 Арбітр: Юрій Саар (Естонія) |

| 5 липня 1997 |

| Лейфтюр                                             | 2–3      | Каунас                                                         |
| --------------------------------------------------- | -------- | -------------------------------------------------------------- |
| Растислав Ян Лазорик 87' (пен.) Рагнар Гісласон 89' | Протокол | Орестас Буйткус 27' Вальдас Тракіс 36' Маріус Безікорновас 37' |

| «Олафсфйордарвеллюр», Олафсфйордур Арбітр: Ярмо Кархунен (Фінляндія) |

| 6 липня 1997 |

| Гамбург                                    | 2–1      | Оденсе          |
| ------------------------------------------ | -------- | --------------- |
| Дірк Ветендорф 34' Андре Брайтенрайтер 43' | Протокол | Єспер Гйорт 14' |

| «Фолькспаркштадіон», Гамбург Глядачів: 7 754 Арбітр: Фйоренцо Треоззі (Італія) |

| 12 липня 1997 |

| Каунас                         | 1–2      | Гамбург                                |
| ------------------------------ | -------- | -------------------------------------- |
| Маріус Безікорновас 34' (пен.) | Протокол | Маркус Шопп 9' Андре Брайтенрайтер 43' |

| «Жальгіріс», Вільнюс Глядачів: 1 000 Арбітр: Браян Лоулор (Уельс) |

| 13 липня 1997 |

| Самсунспор                            | 3–0      | Лейфтюр |
| ------------------------------------- | -------- | ------- |
| Серкан Айкут 34' Дженк Іслер 64', 65' | Протокол |         |

| Стадіон 19 травня, Самсун Арбітр: Дітмар Драбек (Австрія) |

| 19 липня 1997 |

| Оденсе                                | 2–2      | Каунас                                    |
| ------------------------------------- | -------- | ----------------------------------------- |
| Браян Стен Нільсен 73' Йон Гансен 74' | Протокол | Маріус Безікорновас 7' Вальдас Тракіс 40' |

| «Оденсе», Оденсе Арбітр: Збігнев Марчик (Польща) |

| 20 липня 1997 |

| Гамбург                                    | 3–1      | Самсунспор      |
| ------------------------------------------ | -------- | --------------- |
| Дірк Ветендорф 41' Гаральд Шперль 67', 78' | Протокол | Дженк Іслер 14' |

| «Фолькспаркштадіон», Гамбург Глядачів: 21 463 Арбітр: Фернан Мес (Бельгія) |

### Група 7
| Поз | Команда             | І | В | Н | П | ГЗ | ГП | РГ  | О  | Кваліфікація       |
| --- | ------------------- | - | - | - | - | -- | -- | --- | -- | ------------------ |
| 1   | Істанбулспор        | 4 | 3 | 1 | 0 | 10 | 3  | +7  | 10 | Вихід до півфіналу |
| 2   | Вашаш               | 4 | 3 | 0 | 1 | 9  | 3  | +6  | 9  |                    |
| 3   | Вердер              | 4 | 2 | 1 | 1 | 5  | 3  | +2  | 7  |                    |
| 4   | Естерс              | 4 | 1 | 0 | 3 | 6  | 10 | −4  | 3  |                    |
| 5   | Універсітате (Рига) | 4 | 0 | 0 | 4 | 2  | 13 | −11 | 0  |                    |

| 21 червня 1997 |

| Універсітате (Рига) | 1–5      | Істанбулспор                                                |
| ------------------- | -------- | ----------------------------------------------------------- |
| Ігор Кріль 15'      | Протокол | Айкут Коджаман 6' Мітхат Явас 57' Саффет Акюз 60', 88', 90' |

| Стадіон Латвійського університету, Рига Глядачів: 2 000 Арбітр: Лассін Ісаксен (Фарерські острови) |

| 22 червня 1997 |

| Естерс             | 1–4      | Вашаш                                                      |
| ------------------ | -------- | ---------------------------------------------------------- |
| Ніклас Перссон 73' | Протокол | Паль Фішер 4', 42' (пен.) Тамаш Юхар 49' Петер Галашек 61' |

| «Варендсваллен», Векше Глядачів: 222 Арбітр: Клод Детруш (Швейцарія) |

| 28 червня 1997 |

| Вердер                                       | 2–1      | Естерс               |
| -------------------------------------------- | -------- | -------------------- |
| Бруно Лаббадіа 28' Андреас Герцог 35' (пен.) | Протокол | Андреас Оттоссон 62' |

| «Везерштадіон», Бремен Глядачів: 16 200 Арбітр: Ладислав Гадоші (Словаччина) |

| 29 червня 1997 |

| Вашаш                                                       | 3–0      | Універсітате (Рига) |
| ----------------------------------------------------------- | -------- | ------------------- |
| Жолт Маріаші 42' (пен.), 53' (пен.) Саболч Шафар 44' (пен.) | Протокол |                     |

| «Рудольф Ілловскі», Будапешт Глядачів: 1 200 Арбітр: Сорін Корподян (Румунія) |

| 5 липня 1997 |

| Універсітате (Рига) | 0–3      | Вердер                                                 |
| ------------------- | -------- | ------------------------------------------------------ |
|                     | Протокол | Бруно Лаббадіа 12' Арі ван Лент 35' Андреас Герцог 79' |

| Стадіон Латвійського університету, Рига Глядачів: 1 600 Арбітр: Карен Налбандян (Вірменія) |

| 6 липня 1997 |

| Істанбулспор                             | 2–0      | Вашаш |
| ---------------------------------------- | -------- | ----- |
| Енгін Оздемір 62' (пен.) Саффет Акюз 90' | Протокол |       |

| «Четін Емеч», Байрампаша Глядачів: 6 798 Арбітр: Дік ван Егмонд (Нідерланди) |

| 12 липня 1997 |

| Вердер | 0–0      | Істанбулспор |
| ------ | -------- | ------------ |
|        | Протокол |              |

| «Везерштадіон», Бремен Глядачів: 17 600 Арбітр: Дермот Галлахер (Англія) |

| 13 липня 1997 |

| Естерс                                  | 2–1      | Універсітате (Рига) |
| --------------------------------------- | -------- | ------------------- |
| Антон Баканін 6' (аг) Андреас Більд 35' | Протокол | Антон Баканін 78'   |

| «Варендсваллен», Векше Глядачів: 200 Арбітр: Брагі Бергманн (Ісландія) |

| 19 липня 1997 |

| Вашаш                            | 2–0      | Вердер |
| -------------------------------- | -------- | ------ |
| Золтан Ваці 38' Імре Аранйош 90' | Протокол |        |

| «Рудольф Ілловскі», Будапешт Глядачів: 4 000 Арбітр: Казимир Знайдинський (Білорусь) |

| 20 липня 1997 |

| Істанбулспор                                        | 3–2      | Естерс                              |
| --------------------------------------------------- | -------- | ----------------------------------- |
| Серген Ялчин 23' Айкут Коджаман 80' Саффет Акюз 90' | Протокол | Андрейс Рубінс 39' ГХанс Еклунд 68' |

| «Четін Емеч», Байрампаша Глядачів: 10 004 Арбітр: Паскаль Гарібян (Франція) |

### Група 8
| Поз | Команда       | І | В | Н | П | ГЗ | ГП | РГ | О  | Кваліфікація       |
| --- | ------------- | - | - | - | - | -- | -- | -- | -- | ------------------ |
| 1   | Гальмстад     | 4 | 3 | 1 | 0 | 10 | 3  | +7 | 10 | Вихід до півфіналу |
| 2   | Ломмель       | 4 | 1 | 3 | 0 | 6  | 5  | +1 | 6  |                    |
| 3   | Хайдук (Кула) | 4 | 2 | 0 | 2 | 6  | 5  | +1 | 6  |                    |
| 4   | ТПС           | 4 | 1 | 1 | 2 | 5  | 9  | −4 | 4  |                    |
| 5   | Конгсвінгер   | 4 | 0 | 1 | 3 | 2  | 7  | −5 | 1  |                    |

| 21 червня 1997 |

| Конгсвінгер                | 1–1      | Ломмель        |
| -------------------------- | -------- | -------------- |
| Свен Ерік Сетре 23' (пен.) | Протокол | Рене Кломп 67' |

| «Ємселунн», Конгсвінгер Глядачів: 489 Арбітр: Ейольфур Олафссон (Ісландія) |

| 22 червня 1997 |

| Хайдук (Кула) | 0–1      | Гальмстад           |
| ------------- | -------- | ------------------- |
|               | Протокол | Єеспер Маттссон 90' |

| «Хайдук», Кула Арбітр: Ален Амер (Люксембург) |

| 28 червня 1997 |

| ТПС                 | 1–2      | Хайдук (Кула)                           |
| ------------------- | -------- | --------------------------------------- |
| Марко Касаґранде 3' | Протокол | Желько Каранович 79' Деян Османович 86' |

| «Купіттан ялкапаллостадіон», Турку Глядачів: 726 Арбітр: Тарас Безуб'як (Росія) |

| 29 червня 1997 |

| Гальмстад                           | 2–1      | Конгсвінгер           |
| ----------------------------------- | -------- | --------------------- |
| Роберт Андерссон 59' Петер Воут 78' | Протокол | Тор Гуннар Йонсен 44' |

| «Ер'янс Валль», Гальмстад Глядачів: 766 Арбітр: Ганс-Юрген Вебер (Німеччина) |

| 5 липня 1997 |

| Конгсвінгер | 0–2      | ТПС                                 |
| ----------- | -------- | ----------------------------------- |
|             | Протокол | Маркус Пайя 45' Йоні Мелторанта 75' |

| «Ємселунн», Конгсвінгер Глядачів: 902 Арбітр: Гінтарас Ділда (Литва) |

| 6 липня 1997 |

| Ломмель          | 1–1      | Гальмстад              |
| ---------------- | -------- | ---------------------- |
| Роберт Есхун 27' | Протокол | Торбйорн Арвідссон 35' |

| «Стеделейк Спортстадіон», Ломмель Арбітр: Буяр Преджа (Албанія) |

| 12 липня 1997 |

| ТПС             | 1–1      | Ломмель           |
| --------------- | -------- | ----------------- |
| Петрі Кокко 50' | Протокол | Герт Каннартс 41' |

| «Купіттан ялкапаллостадіон», Турку Арбітр: Аттіла Ганачек (Угорщина) |

| 13 липня 1997 |

| Хайдук (Кула)                                | 2–0      | Конгсвінгер |
| -------------------------------------------- | -------- | ----------- |
| Александар Маркоський 41' Анталь Пухалак 58' | Протокол |             |

| «Хайдук», Кула Глядачів: 1 500 Арбітр: Наум Мінтіуріс (Греція) |

| 19 липня 1997 |

| Гальмстад                                                                              | 6–1      | ТПС                 |
| -------------------------------------------------------------------------------------- | -------- | ------------------- |
| Роберт Андерссон 10', 20' Фредрік Юнгберг 17' Стефан Селакович 27' Петер Воут 36', 74' | Протокол | Йоні Мелторанта 83' |

| «Ер'янс Валль», Гальмстад Глядачів: 917 Арбітр: Йорн Ларсен (Данія) |

| 20 липня 1997 |

| Ломмель                                              | 3–2      | Хайдук (Кула)                   |
| ---------------------------------------------------- | -------- | ------------------------------- |
| Рене Кломп 49' Роберт Нейтс 51' Абденазак Сальмі 80' | Протокол | Урош Предич 34' Зоран Кулич 71' |

| «Стеделейк Спортстадіон», Ломмель Арбітр: Артуро Дауден Ібаньєс (Іспапнія) |

### Група 9
| Поз | Команда                     | І | В | Н | П | ГЗ | ГП | РГ  | О  | Кваліфікація       |
| --- | --------------------------- | - | - | - | - | -- | -- | --- | -- | ------------------ |
| 1   | Ліон                        | 4 | 4 | 0 | 0 | 14 | 3  | +11 | 12 | Вихід до півфіналу |
| 2   | Рапід (Бухарест)            | 4 | 2 | 1 | 1 | 8  | 5  | +3  | 7  |                    |
| 3   | Одра (Водзіслав-Шльонський) | 4 | 1 | 1 | 2 | 9  | 10 | −1  | 4  |                    |
| 4   | Жиліна                      | 4 | 1 | 1 | 2 | 3  | 8  | −5  | 4  |                    |
| 5   | Аустрія (Відень)            | 4 | 0 | 1 | 3 | 3  | 11 | −8  | 1  |                    |

| 21 червня 1997 |

| Жиліна                                                       | 3–1      | Аустрія (Відень)         |
| ------------------------------------------------------------ | -------- | ------------------------ |
| Мирослав Барчик 37' Любомир Костолянський 47' Ігор Курек 58' | Протокол | Герберт Гагер 79' (пен.) |

| «Штадіон под Дубньом», Жиліна Глядачів: 3 474 Арбітр: Сречко Кандаре (Словенія) |

| 22 червня 1997 |

| Одра (Водзіслав-Шльонський)         | 2–4      | Рапід (Бухарест)                                                |
| ----------------------------------- | -------- | --------------------------------------------------------------- |
| Пшемислав Плута 84' Павел Сібік 88' | Протокол | Мирослав Станек 5' (аг) Маріо Бугяну 15', 41' Богдан Андоне 87' |

| Стадіон МОСіР, Водзіслав-Шльонський Глядачів: 5 000 Арбітр: Венцель Тот (Угорщина) |

| 28 червня 1997 |

| Ліон                                                                | 5–2      | Одра (Водзіслав-Шльонський) |
| ------------------------------------------------------------------- | -------- | --------------------------- |
| Ален Кавелья 30' Жозеф-Дезіре Жоб 45', 46', 60' Фредерік Кануте 73' | Протокол | Кшиштоф Загурський 33', 48' |

| «Жерлан», Ліон Глядачів: 7 250 Арбітр: Отар Гунтадзе (Грузія) |

| 28 червня 1997 |

| Рапід (Бухарест)                         | 2–0      | Жиліна |
| ---------------------------------------- | -------- | ------ |
| Зено Бундя 84' Флорін Константіновіч 88' | Протокол |        |

| «Джулешті», Бухарест Глядачів: 8 000 Арбітр: Атанасіос Захаріадіс (Греція) |

| 5 липня 1997 |

| Жиліна | 0–5      | Ліон                                                                             |
| ------ | -------- | -------------------------------------------------------------------------------- |
|        | Протокол | Жозеф-Дезіре Жоб 8' Ален Кавелья 33', 55' Патріс Картерон 38' Флоран Лавилль 66' |

| «Штадіон под Дубньом», Жиліна Глядачів: 3 000 Арбітр: Анте Кулушич (Хорватія) |

| 5 липня 1997 |

| Аустрія (Відень)      | 1–1      | Рапід (Бухарест) |
| --------------------- | -------- | ---------------- |
| Крістіан Келльнер 68' | Протокол | Нарцис Мохора 9' |

| «Франц Горр», Відень Глядачів: 1 500 Арбітр: Ігор Ярменчук (Україна) |

| 12 липня 1997 |

| Одра (Водзіслав-Шльонський) | 0–0      | Жиліна |
| --------------------------- | -------- | ------ |
|                             | Протокол |        |

| Міський стадіон, Ястшембе-Здруй Глядачів: 1 000 Арбітр: Тахір Сулейманов (Азербайджан) |

| 12 липня 1997 |

| Ліон                                        | 2–0      | Аустрія (Відень) |
| ------------------------------------------- | -------- | ---------------- |
| Ернст Доспель 48' (аг) Жозеф-Дезіре Жоб 89' | Протокол |                  |

| «Жерлан», Ліон Глядачів: 8 000 Арбітр: Жуакім Бенту Маркіш (Португалія) |

| 19 липня 1997 |

| Рапід (Бухарест) | 1–2      | Ліон                            |
| ---------------- | -------- | ------------------------------- |
| Георге Бутою 45' | Протокол | Людовик Жулі 82' Стефан Рош 89' |

| «Джулешті», Бухарест Глядачів: 5 000 Арбітр: Мухіттін Бошат (Туреччина) |

| 20 липня 1997 |

| Аустрія (Відень)  | 1–5      | Одра (Водзіслав-Шльонський)                                        |
| ----------------- | -------- | ------------------------------------------------------------------ |
| Герберт Гагер 25' | Протокол | Кшиштоф Загурський 2', 10', 55' Пйотр Совіш 65' Ришард Вечорек 75' |

| «Франц Горр», Відень Глядачів: 1 000 Арбітр: Мартін Інгварссон (Швеція) |

### Група 10
| Поз | Команда           | І | В | Н | П | ГЗ | ГП | РГ | О  | Кваліфікація       |
| --- | ----------------- | - | - | - | - | -- | -- | -- | -- | ------------------ |
| 1   | Монпельє          | 4 | 3 | 1 | 0 | 9  | 3  | +6 | 10 | Вихід до півфіналу |
| 2   | Гронінген         | 4 | 3 | 0 | 1 | 7  | 4  | +3 | 9  |                    |
| 3   | Чукарички         | 4 | 2 | 0 | 2 | 7  | 6  | +1 | 6  |                    |
| 4   | Глорія (Бистриця) | 4 | 1 | 0 | 3 | 6  | 10 | −4 | 3  |                    |
| 5   | Спартак (Варна)   | 4 | 0 | 1 | 3 | 2  | 8  | −6 | 1  |                    |

| 21 червня 1997 |

| Глорія (Бистриця) | 1–2      | Монпельє                                  |
| ----------------- | -------- | ----------------------------------------- |
| Васіле Оане 11'   | Протокол | Ерве Алікарт 51' (пен.) Кадер Ферхауї 78' |

| «Ян Падуряну», Бистриця Глядачів: 780 Арбітр: Роберт Боджі (Італія) |

| 22 червня 1997 |

| Гронінген            | 1–0      | Чукарички |
| -------------------- | -------- | --------- |
| Маріано Бомбарда 61' | Протокол |           |

| «Остерпарк», Гронінген Глядачів: 2 700 Арбітр: Сергій Хусаїнов (Росія) |

| 28 червня 1997 |

| Спартак (Варна) | 0–2      | Гронінген                                        |
| --------------- | -------- | ------------------------------------------------ |
|                 | Протокол | Маріано Бомбарда 70' Раймонд Аттевелд 89' (пен.) |

| «Спартак», Варна Глядачів: 3 900 Арбітр: Йоргос Бікас (Греція) |

| 29 червня 1997 |

| Чукарички                                                   | 3–2      | Глорія (Бистриця)                  |
| ----------------------------------------------------------- | -------- | ---------------------------------- |
| Воїслав Будимирович 37' Милоє Вукич 41' Предраг Кишюхас 86' | Протокол | Георге Корня 20' Віктор Глеван 74' |

| «Чукарички», Белград Глядачів: 500 Арбітр: Едгар Штайнборн (Німеччина) |

| 5 липня 1997 |

| Глорія (Бистриця)                  | 2–1      | Спартак (Варна)    |
| ---------------------------------- | -------- | ------------------ |
| Васіле Оане 7' Космін Беркеуан 73' | Протокол | Міхаїл Христов 80' |

| «Ян Падуряну», Бистриця Арбітр: Ерік Ромен (Бельгія) |

| 6 липня 1997 |

| Монпельє                                                     | 3–1      | Чукарички              |
| ------------------------------------------------------------ | -------- | ---------------------- |
| Жан-Крістоф Рув'єр 41' Франк Созе 65' Мануель дос Сантос 75' | Протокол | Слободан Щепанович 24' |

| «Стад де ла Моссон», Монпельє Глядачів: 3 034 Арбітр: Стівен Лодж (Англія) |

| 12 липня 1997 |

| Спартак (Варна)   | 1–1      | Монпельє       |
| ----------------- | -------- | -------------- |
| Міхаїл Христов 3' | Протокол | Франк Созе 79' |

| «Спартак», Варна Глядачів: 1 200 Арбітр: Павлін Їрку (Чехія) |

| 13 липня 1997 |

| Гронінген                                                                    | 4–1      | Глорія (Бистриця) |
| ---------------------------------------------------------------------------- | -------- | ----------------- |
| Маріано Бомбарда 9' Гарріс Гейзинг 13' Джеффрі Койстра 25' Магно Моселін 72' | Протокол | Васіле Оане 29'   |

| «Остерпарк», Гронінген Глядачів: 5,200 Арбітр: Огуз Сарван (Туреччина) |

| 19 липня 1997 |

| Чукарички                                    | 3–0      | Спартак (Варна) |
| -------------------------------------------- | -------- | --------------- |
| Воїслав Будимирович 11' Милоє Вукич 33', 42' | Протокол |                 |

| «Чукарички», Белград Арбітр: Хуан Мануель Бріто (Іспанія) |

| 20 липня 1997 |

| Монпельє                                                          | 3–0      | Гронінген |
| ----------------------------------------------------------------- | -------- | --------- |
| Сільвен Депляс 12' Жан-Крістоф Рув'єр 28' Ерве Алікарт 64' (пен.) | Протокол |           |

| «Стад де ла Моссон», Монпельє Глядачів: 4 500 Арбітр: Владимир Гриняк (Словаччина) |

### Група 11
| Поз | Команда                     | І | В | Н | П | ГЗ | ГП | РГ | О  | Кваліфікація       |
| --- | --------------------------- | - | - | - | - | -- | -- | -- | -- | ------------------ |
| 1   | Локомотив (Нижній Новгород) | 4 | 4 | 0 | 0 | 8  | 1  | +7 | 12 | Вихід до півфіналу |
| 2   | Публікум (Целє)             | 4 | 1 | 2 | 1 | 3  | 3  | 0  | 5  |                    |
| 3   | Пролетер (Зренянин)         | 4 | 1 | 1 | 2 | 4  | 2  | +2 | 4  |                    |
| 4   | Антальяспор                 | 4 | 1 | 1 | 2 | 2  | 4  | −2 | 4  |                    |
| 5   | Маккабі (Хайфа)             | 4 | 1 | 0 | 3 | 2  | 9  | −7 | 3  |                    |

| 21 червня 1997 |

| Пролетер (Зренянин)                                                   | 4–0      | Маккабі (Хайфа) |
| --------------------------------------------------------------------- | -------- | --------------- |
| Срджан Закич 7' Бошко Михайлович 45' Зоран Лисица 64' Марко Зорич 90' | Протокол |                 |

| «Караджорджев Парк», Зренянин Арбітр: Юрген Ауст (Німеччина) |

| 22 червня 1997 |

| Публікум (Целє) | 1–1      | Антальяспор           |
| --------------- | -------- | --------------------- |
| Симон Сешлар 7' | Протокол | Олгун Караманоглу 17' |

| «Скальна Клет», Целє Глядачів: 500 Арбітр: Ванчо Кочев (Македонія) |

| 28 червня 1997 |

| Локомотив (Нижній Новгород) | 1–0      | Пролетер (Зренянин) |
| --------------------------- | -------- | ------------------- |
| Петро Бистров 30'           | Протокол |                     |

| «Локомотив», Нижній Новгород Глядачів: 10 860 Арбітр: Бернар Соль (Франція) |

| 28 червня 1997 |

| Маккабі (Хайфа) | 0–1      | Публікум (Целє) |
| --------------- | -------- | --------------- |
|                 | Протокол | Альоша Сівко 8' |

| «Кір'ят-Еліезер», Хайфа Глядачів: 800 Арбітр: Яннакіс Кіприанідіс (Кіпр) |

| 5 липня 1997 |

| Публікум (Целє) | 1–2      | Локомотив (Нижній Новгород)            |
| --------------- | -------- | -------------------------------------- |
| Sivko 45'       | Протокол | Владислав Дуюн 86' Зураб Іонанідзе 90' |

| «Скальна Клет», Целє Глядачів: 2 000 Арбітр: Веселін Богданов (Болгарія) |

| 5 липня 1997 |

| Антальяспор | 0–2      | Маккабі (Хайфа)               |
| ----------- | -------- | ----------------------------- |
|             | Протокол | Ідан Шум 2' Айман Халахла 21' |

| «Ататюрк», Анталія Арбітр: Адріан Стойка (Румунія) |

| 12 липня 1997 |

| Локомотив (Нижній Новгород) | 1–0      | Антальяспор |
| --------------------------- | -------- | ----------- |
| Євген Дурнєв 13'            | Протокол |             |

| «Локомотив», Нижній Новгород Глядачів: 10 000 Арбітр: Кенні Кларк (Шотландія) |

| 12 липня 1997 |

| Пролетер (Зренянин) | 0–0      | Публікум (Целє) |
| ------------------- | -------- | --------------- |
|                     | Протокол |                 |

| «Караджорджев Парк», Зренянин Арбітр: Богдан Бенедік (Словаччина) |

| 19 липня 1997 |

| Маккабі (Хайфа) | 0–4      | Локомотив (Нижній Новгород)                                                    |
| --------------- | -------- | ------------------------------------------------------------------------------ |
|                 | Протокол | Сергій Передня 9' Ігор Мордвінов 20' Зураб Іонанідзе 32' Мухсин Мухамадієв 63' |

| «Кір'ят-Еліезер», Хайфа Глядачів: 200 Арбітр: Стів Данн (Англія) |

| 19 липня 1997 |

| Антальяспор           | 1–0      | Пролетер (Зренянин) |
| --------------------- | -------- | ------------------- |
| Андре Кона Н'голе 78' | Протокол |                     |

| «Ататюрк», Анталія Глядачів: 350 Арбітр: Герман ван Дейк (Нідерланди) |

### Група 12
| Поз | Команда                  | І | В | Н | П | ГЗ | ГП | РГ | О  | Кваліфікація       |
| --- | ------------------------ | - | - | - | - | -- | -- | -- | -- | ------------------ |
| 1   | Торпедо-Лужники (Москва) | 4 | 4 | 0 | 0 | 9  | 1  | +8 | 12 | Вихід до півфіналу |
| 2   | Мерані-91 (Тбілісі)      | 4 | 2 | 0 | 2 | 8  | 5  | +3 | 6  |                    |
| 3   | Рід                      | 4 | 2 | 0 | 2 | 6  | 7  | −1 | 6  |                    |
| 4   | Іракліс                  | 4 | 2 | 0 | 2 | 5  | 7  | −2 | 6  |                    |
| 5   | Флоріана                 | 4 | 0 | 0 | 4 | 1  | 9  | −8 | 0  |                    |

| 21 червня 1997 |

| Мерані-91 (Тбілісі) | 0–2      | Торпедо-Лужники (Москва)            |
| ------------------- | -------- | ----------------------------------- |
|                     | Протокол | Андрій Гашкін 5' Денис Машкарін 54' |

| Динамо Арена імені Бориса Пайчадзе, Тбілісі Глядачів: 7 000 Арбітр: Лоїзос Лоїзу (Кіпр) |

| 22 червня 1997 |

| Рід                                           | 3–1      | Іракліс           |
| --------------------------------------------- | -------- | ----------------- |
| Гервіг Дрехсель 39', 79' Вальтер Вальдгер 69' | Протокол | Лазарос Семос 77' |

| «Рідер-Штадіон», Рід-ім-Іннкрайс Глядачів: 1 264 Арбітр: Іван Добринов (Болгарія) |

| 28 червня 1997 |

| Флоріана         | 1–2      | Рід                                       |
| ---------------- | -------- | ----------------------------------------- |
| Ненад Веселі 47' | Протокол | Гервіг Дрехсель 23' Міхаель Ангершмід 67' |

| «Віктор Тедеско», Хамрун Глядачів: 404 Арбітр: Алан Снодді (Північна Ірландія) |

| 29 червня 1997 |

| Іракліс                             | 2–0 | Мерані-91 (Тбілісі) |
| ----------------------------------- | --- | ------------------- |
| Лазарос Семос 52' Ален Вамбамба 66' |     |                     |

| «Кафтанзогліо», Салоніки Глядачів: 259 Арбітр: Віорел Ангелінеї (Румунія) |

| 5 липня 1997 |

| Мерані-91 (Тбілісі)                                                                       | 5–0      | Флоріана |
| ----------------------------------------------------------------------------------------- | -------- | -------- |
| Бадрі Кварацхелія 58', 61' Бахва Амбідзе 67' Міхеїл Мазіашвілі 74' Суліко Давіташвілі 79' | Протокол |          |

| Динамо Арена імені Бориса Пайчадзе, Тбілісі Арбітр: Метін Токат (Туреччина) |

| 6 липня 1997 |

| Торпедо-Лужники (Москва)                                                             | 4–1      | Іракліс             |
| ------------------------------------------------------------------------------------ | -------- | ------------------- |
| Едгарас Янкаускас 8' В'ячеслав Камольцев 54' Дмитро Хохлов 64' Айдас Прейкшайтіс 68' | Протокол | Мінас Хандзідіс 16' |

| Стадіон імені Едуарда Стрельцова, Москва Глядачів: 2 500 Арбітр: Марнікс Сандра (Бельгія) |

| 12 липня 1997 |

| Флоріана | 0–1      | Торпедо-Лужники (Москва) |
| -------- | -------- | ------------------------ |
|          | Протокол | Георгій Боцієв 44'       |

| «Індепенденс Граунд», Флоріана Глядачів: 1 000 Арбітр: Жозе Мендеш Праташ (Португалія) |

| 12 липня 1997 |

| Рід            | 1–3      | Мерані-91 (Тбілісі)                                                |
| -------------- | -------- | ------------------------------------------------------------------ |
| Ове Гансен 40' | Протокол | Міхеїл Мазіашвілі 8' Давіт Годердзішвілі 17' Бадрі Кварацхелія 53' |

| «Рідер-Штадіон», Рід-ім-Іннкрайс Глядачів: 1 000 Арбітр: Сергейс Брага (Латвія) |

| 19 липня 1997 |

| Іракліс           | 1–0      | Флоріана |
| ----------------- | -------- | -------- |
| Іліас Сапаніс 14' | Протокол |          |

| Кафтанзогліо, Салоніки Глядачів: 150 Арбітр: Драган Радулович (ФР Югославія) |

| 19 липня 1997 |

| Торпедо-Лужники (Москва)                           | 2–0      | Рід |
| -------------------------------------------------- | -------- | --- |
| Карлос Алберто да Роша 6' (пен.) Андрій Гашкін 13' | Протокол |     |

| Стадіон імені Едуарда Стрельцова, Москва Глядачів: 3 000 Арбітр: Юха Хірвініємі (Фінляндія) |

## Півфінали
| Команда 1                   | Заг.     | Команда 2                | 1-й матч | 2-й матч |
| --------------------------- | -------- | ------------------------ | -------- | -------- |
| Гамбург                     | 1–2      | Бастія                   | 0–1      | 1–1 дч   |
| Істанбулспор                | 2–3      | Ліон                     | 2–1      | 0–2      |
| Осер                        | 4–4 (г.) | Торпедо-Лужники (Москва) | 3–0      | 1–4      |
| Локомотив (Нижній Новгород) | 0–1      | Гальмстад                | 0–0      | 0–1      |
| Кельн                       | 2–2 (г.) | Монпельє                 | 2–1      | 0–1      |
| Динамо (Москва)             | 3–5      | Дуйсбург                 | 2–2      | 1–3      |

### Перші матчі
| 26 липня 1997 16:00 |

| Локомотив (Нижній Новгород) | 0–0      | Гальмстад |
| --------------------------- | -------- | --------- |
|                             | Протокол |           |

| «Локомотив», Нижній Новгород Глядачів: 6 900 Арбітр: Луц-Міхаель Фреліх (Німеччина) |

| 26 липня 1997 18:00 |

| Гамбург | 0–1      | Бастія          |
| ------- | -------- | --------------- |
|         | Протокол | Сіріл Рооль 65' |

| «Фолькспаркштадіон», Гамбург Глядачів: 16 663 Арбітр: Мануель Діас Вега (Іспанія) |

| 26 липня 1997 20:00 |

| Істанбулспор                               | 2–1      | Ліон            |
| ------------------------------------------ | -------- | --------------- |
| Серген Ялчин 18' Айкут Коджаман 26' (пен.) | Протокол | Ален Кавелья 4' |

| «Іненю», Стамбул Глядачів: 18 392 Арбітр: Фернан Мес (Бельгія) |

| 26 липня 1997 21:00 |

| Осер                                           | 3–0      | Торпедо-Лужники (Москва) |
| ---------------------------------------------- | -------- | ------------------------ |
| Ален Гома 43' Бернар Діомед 58' Стів Марле 64' | Протокол |                          |

| «Аббе-Дешам», Осер Глядачів: 5,000 Арбітр: Кароль Ігрінг (Словаччина) |

| 27 липня 1997 16:00 |

| Динамо (Москва)        | 2–2      | Дуйсбург                           |
| ---------------------- | -------- | ---------------------------------- |
| Олег Терьохін 18', 37' | Протокол | Маркус Остгофф 60' Баширу Салу 64' |

| «Динамо», Москва Глядачів: 5 000 Арбітр: Петер Міккельсен (Данія) |

| 27 липня 1997 19:00 |

| Кельн                                   | 2–1      | Монпельє       |
| --------------------------------------- | -------- | -------------- |
| Тоні Польстер 8' (пен.) Дірк Шустер 47' | Протокол | Франк Созе 69' |

| «Мюнгерсдорфер», Кельн Глядачів: 7 500 Арбітр: Альфредо Тренталанге (Італія) |

### Другі матчі
| 30 липня 1997 17:00 |

| Торпедо-Лужники (Москва)                                                                    | 4–1      | Осер              |
| ------------------------------------------------------------------------------------------- | -------- | ----------------- |
| Андрій Гашкін 23' Денис Машкарін 36' Леандро Самароні 50' Карлос Алберто Да Роша 88' (пен.) | Протокол | Стефан Гіварш 43' |

| Стадіон імені Едуарда Стрельцова, Москва Глядачів: 3,000 Арбітр: Ласло Вагнер (Угорщина) |

«Осер» переміг за сумою двох матчів завдяки правилу гола, забитого на чужому полі.
| 30 липня 1997 19:00 |

| Гальмстад             | 1–0      | Локомотив (Нижній Новгород) |
| --------------------- | -------- | --------------------------- |
| Фредрік Андерссон 24' | Протокол |                             |

| «Ер'янс Валль», Гальмстад Глядачів: 2 329 Арбітр: Паскаль Гарібян (Франція) |

«Гальмстад» переміг 1:0 за сумою двох матчів.
| 30 липня 1997 19:15 |

| Дуйсбург                                      | 3–1      | Динамо (Москва)    |
| --------------------------------------------- | -------- | ------------------ |
| Торстен Волерт 9', 11' Томас Гилль 89' (пен.) | Протокол | Андрій Кобелєв 36' |

| «Ведауштадіон», Дуйсбург Глядачів: 8 650 Арбітр: Девід Елрей (Англія) |

«Дуйсбург» переміг 5:3 за сумою двох матчів.
| 30 липня 1997 20:00 |

| Бастія         | 1–1      | Гамбург           |
| -------------- | -------- | ----------------- |
| Прінс Дає 114' | Протокол | Андреас Фішер 90' |

| «Арман-Сезарі», Бастія Глядачів: 2 500 Арбітр: Вацлав Крондл (Чехія) |

«Бастія» перемогла 2:1 за сумою двох матчів.
| 30 липня 1997 20:00 |

| Ліон                              | 2–0      | Істанбулспор |
| --------------------------------- | -------- | ------------ |
| Крістоф Кокар 8' Людовик Жулі 75' | Протокол |              |

| «Жерлан», Ліон Глядачів: 20 000 Арбітр: Урс Маєр (Швейцарія) |

«Ліон» переміг 3:2 за сумою двох матчів.
| 30 липня 1997 20:45 |

| Монпельє               | 1–0      | Кельн |
| ---------------------- | -------- | ----- |
| Жан-Крістоф Рув'єр 24' | Протокол |       |

| «Стад де ла Моссон», Монпельє Глядачів: 4 877 Арбітр: Лейф Сунделль (Швеція) |

«Монпельє» переміг за сумою двох матчів завдяки правилу гола, забитого на чужому полі.

## Фінали
| Команда 1 | Заг. | Команда 2 | 1-й матч | 2-й матч |
| --------- | ---- | --------- | -------- | -------- |
| Монпельє  | 2–4  | Ліон      | 0–1      | 2–3      |
| Гальмстад | 1–2  | Бастія    | 0–1      | 1–1 дч   |
| Дуйсбург  | 0–2  | Осер      | 0–0      | 0–2      |

### Перші матчі
| 12 серпня 1997 19:00 |

| Гальмстад | 0–1      | Бастія        |
| --------- | -------- | ------------- |
|           | Протокол | Прінс Дає 46' |

| «Ер'янс Валль», Гальмстад Глядачів: 2 140 Арбітр: Ришард Вуйцик (Польща) |

| 12 серпня 1997 20:20 |

| Дуйсбург | 0–0      | Осер |
| -------- | -------- | ---- |
|          | Протокол |      |

| «Ведауштадіон», Дуйсбург Глядачів: 9 350 Арбітр: Шандор Пуль (Угорщина) |

| 12 серпня 1997 20:45 |

| Монпельє | 0–1      | Ліон                  |
| -------- | -------- | --------------------- |
|          | Протокол | Паскаль Баїс 11' (аг) |

| «Стад де ла Моссон», Монпельє Глядачів: 5 078 Арбітр: П'єро Чеккаріні (Італія) |

### Другі матчі
| 26 серпня 1997 20:00 |

| Бастія           | 1–1      | Гальмстад      |
| ---------------- | -------- | -------------- |
| Морлай Сума 113' | Протокол | Петер Воут 63' |

| «Арман-Сезарі», Бастія Глядачів: 8 000 Арбітр: Атанас Узунов (Болгарія) |

«Бастія» перемогла 2:1 за сумою двох матчів
| 26 серпня 1997 20:00 |

| Ліон                                                    | 3–2      | Монпельє                              |
| ------------------------------------------------------- | -------- | ------------------------------------- |
| Флоран Лавілль 19' Патріс Картерон 79' Ален Кавелья 90' | Протокол | Ерве Алікарт 48' Ібраїма Бакайоко 61' |

| «Жерлан», Ліон Глядачів: 20 000 Арбітр: Маркус Мерк (Німеччина) |

«Ліон» переміг 4:2 за сумою двох матчів
| 26 серпня 1997 21:00 |

| Осер                               | 2–0      | Дуйсбург |
| ---------------------------------- | -------- | -------- |
| Бернар Діомед 56' Сіріл Женшам 83' | Протокол |          |

| «Аббе-Дешам», Осер Глядачів: 9,000 Арбітр: Андерс Фріск (Швеція) |

«Осер» переміг 2:0 за сумою двох матчів